# Bylandtstraße 30 (Mönchengladbach)

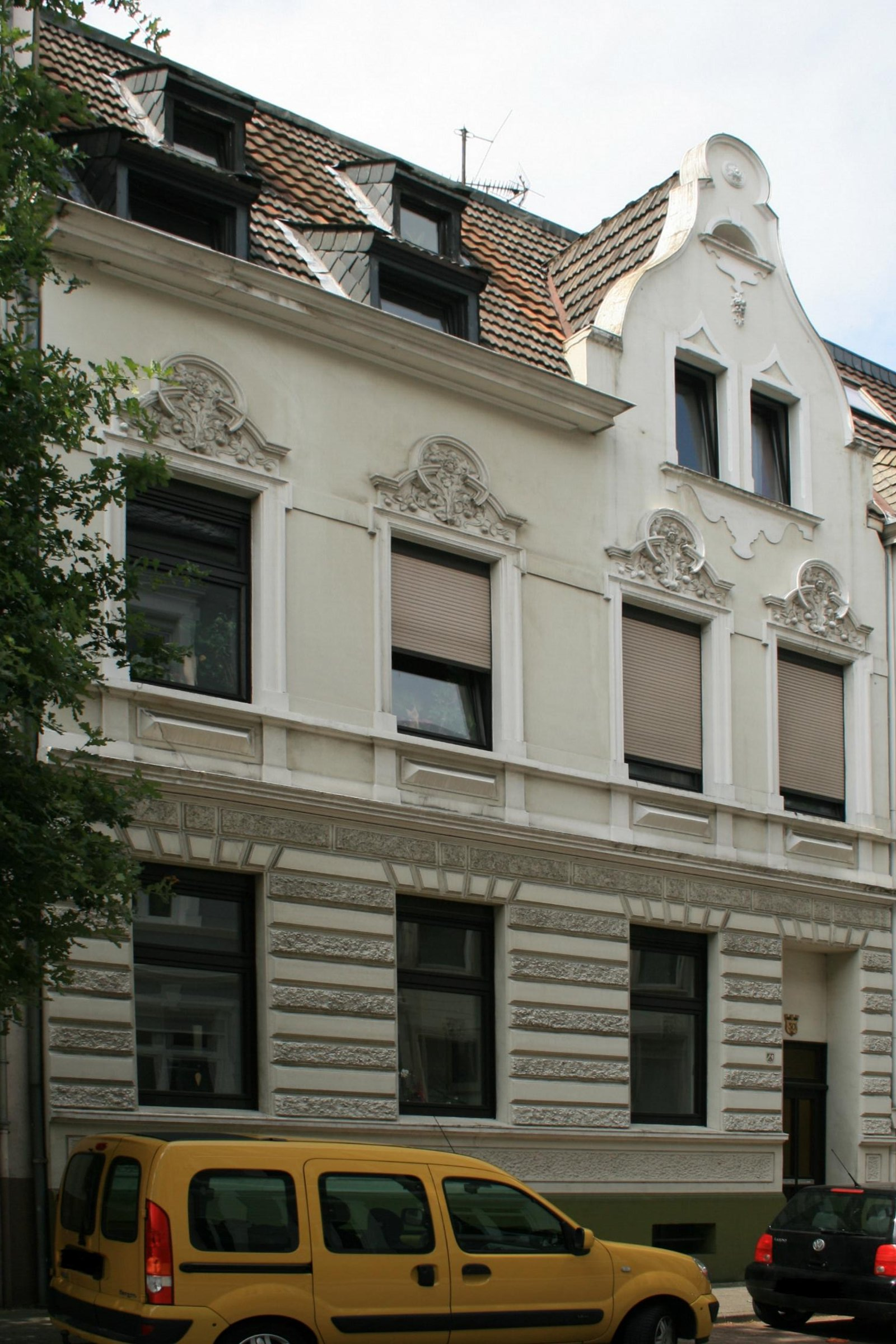
Wohnhaus (2010)

Das Wohnhaus Bylandtstraße 30 steht im Stadtteil Rheydt in Mönchengladbach (Nordrhein-Westfalen).
Das Haus wurde 1903 erbaut. Es ist unter Nr. B 161 am 10. September 1996 in die Denkmalliste der Stadt Mönchengladbach eingetragen worden.

## Lage
Die Bylandstraße, im östlichen Stadterweiterungsgebiet gelegen, verbindet die Hauptstraße mit der Bendhecker Straße.

## Architektur
Das Haus Nr. 30 liegt auf der westlichen Straßenseite und ist ein zweigeschossiger Putzbau von vier Achsen, der formalgestalterisch mit dem Nachbarhaus Nr. 28 korrespondiert. Asymmetrische Fassadenausführung unter Betonung der rechten Fassadenhälfte mittels geschweiftem Zwerchgiebel. Traditionelle Horizontalgliederung durch abgesetzten Kellersockel, Sohlbank-, Stockwerk- und kastenförmiges, profiliertes Traufgesims.
Strukturierung des Erdgeschosses durch Bossenimitation und horizontale Rauputzfelder. Die Erschließung des Hauses erfolgt durch die rechts eingeschnittene Eingangsnische. Die glatt in die Wandfläche eingeschnittenen Fenster sind gleichförmig hochrechteckig ausgebildet, variieren aber durch geschossweise modifizierte Rahmungen. Alle Wandöffnungen des Erdgeschosses sind schmucklos und nur mit Schlusssteinimitationen betont. Die Fenster des Obergeschosses sind von einer profilierten Rahmung mit vegetabilisch ausgebildeten Bekrönungen gefasst. Das Giebelfeld öffnen zwei kleiner dimensionierte, durch eine gemeinsame Sohlbank gekoppelte Hochrechteckfenster. Die Fläche des modifizierten Satteldaches durchbrechen mehrere Schleppgauben.